# 1970年のル・マン24時間レース

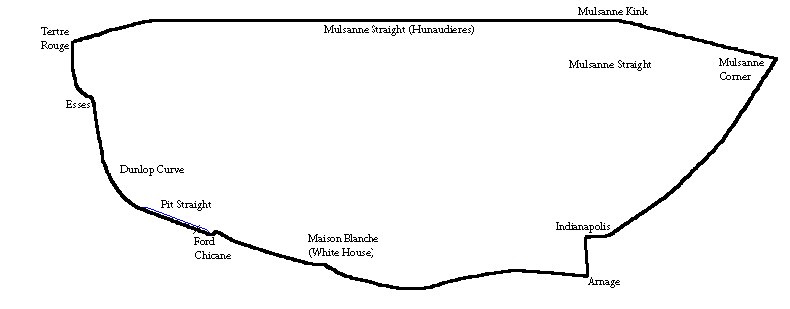
1970年のコース

1970年のル・マン24時間レース（24 Heures du Mans 1970 ）は、38回目のル・マン24時間レースであり、1970年6月13日から6月14日にかけてフランスのサルト・サーキットで行われた。

## 概要
フォードは目的を達したとしてヨーロッパのレース出場を止めた。
ポルシェワークスは撤退したが、前年勝利できなかったポルシェ・917を、前年までライバルのフォード監督でレース運営を熟知していたジョン・ワイヤーに託した。ガルフ・オイル（現シェブロン）が大スポンサーとしてつき資金面でも盤石であった。
マツダ・10A型エンジンが日本製エンジンでは初めてリーバイス・レーシングのシェブロンB16マツダ、48号車に搭載された。
イギリス勢はドナルド・ヒーリー・モーターカンパニーの34号車がV型8気筒、2,995ccエンジンを搭載しロジャー・エネヴァー/アンドリュー・ヘッジズ組で参戦した。

## 決勝
安全性に配慮し1971年のル・マン24時間レースからは通常のローリングスタートとなったので、結果としてル・マン式スタートが行われた最後の年となった。
出走したのは51台。
シェブロンB16マツダ、48号車は19周でリタイヤした。
ドナルド・ヒーリー、34号車はは24時間目にエンジントラブルでリタイヤした。

## 結果
完走は7台。
ハンス・ヘルマン（Hans Herrmann ）/リチャード・アトウッド組のポルシェ・917、23号車が4,607.810kmを平均速度191.992km/hで走りポルシェは初の総合優勝を果たした。2位もポルシェ・917、3位はポルシェ・908/2Lでポルシェは表彰台独占となった。
| 順位 | クラス | 号車 | チーム                       | ドライバー                                    | シャシ             | エンジン                               | 周回数 |
| ---- | ------ | ---- | ---------------------------- | --------------------------------------------- | ------------------ | -------------------------------------- | ------ |
| 1    | S 5.0  | 23   | ポルシェ・ザルツブルク       | - ハンス・ヘルマン - リチャード・アトウッド   | ポルシェ・917K     | ポルシェ・912型4,494cc水平対向12気筒   | 343    |
| 2    | S 5.0  | 3    | マルティニ・レーシング       | - ジェラール・ラルース - ウィリー・カウーゼン | ポルシェ・917L     | ポルシェ・912型4,494cc水平対向12気筒   | 338    |
| 3    | P 3.0  | 27   | マルティニ・レーシング       | - Rudi Lins - Dr. ヘルムート・マルコ          | ポルシェ・908/2L   | ポルシェ・908型2,997cc水平対向8気筒    | 335    |
| 4    | S 5.0  | 11   | N.A.R.T.                     | - ロニー・バックナム - サム・ポジー           | フェラーリ・512S   | フェラーリ・4,993cc60度V型12気筒       | 313    |
| 5    | S 5.0  | 12   | エキュリー・フランコルシャン | - Hughes de Fierlandt - Alistair Walker       | フェラーリ・512S   | フェラーリ・4,993cc60度V型12気筒       | 305    |
| 6    | GT 2.0 | 40   | ソノート                     | - クロード・バロー＝レナ - ギー・シャスイユ   | ポルシェ・914/6 GT | ポルシェ・901/03型1,991cc水平対向6気筒 | 285    |
| 7    | GT 2.5 | 47   | エキュリー・ルクセンブルク   | - エルウィン・クレーメル - ニコラス・クーブ   | ポルシェ・911S     | ポルシェ・2.3リットル水平対向6気筒     | 282    |